# Panaria Film
La Panaria Film è stata una casa di produzione cinematografica fondata in Sicilia nel 1947 dal nobile siciliano Francesco Alliata di Villafranca.

## Storia
Alliata, insieme al cugino Quintino di Napoli e agli amici Giovanni Mazza, Pietro Moncada di Paternò, Renzino Renzo Avanzo e Fosco Maraini, nel 1946 decide di realizzare una serie di cortometraggi subacquei in 35 mm nelle isole Eolie, con vecchie attrezzature reperite negli Stati Uniti e rese impermeabili. Inizia così la Panaria Film.
Il primo documentario fu Cacciatori sottomarini nel quale Giovanni Mazza, un palombaro, fu di fondamentale importanza per l'apporto tecnico. Merita di essere ricordato anche Tonnara, con immagini girate dallo stesso Francesco Alliata che arrivò a immergersi dentro la camera della morte, circondato da centinaia di tonni che si agitavano nel tentativo di trovare una via di fuga. Quei documentari, quattordici in tutto, restano tutt'oggi opere di valore.
Successivamente, grazie all'interessamento di Roberto Rossellini, la Panaria Film passò al cinema vero e proprio, producendo tra gli altri i film Vulcano di William Dieterle e La carrozza d'oro di Jean Renoir, entrambi con Anna Magnani protagonista.
I documentari Scilla e Cariddi e Tonnara furono premiati ai Festival di Venezia 1948 e al Festival di Edimburgo nel 1950.
La Panaria Film chiuse la sua attività nel 1956.

## Filmografia

### Documentari
- Cacciatori sottomarini
- Scilla e Cariddi
- Tonnara
- Bianche Eolie
- Isole di cenere

### Film
- Vulcano, regia di William Dieterle (1950)
- La carrozza d'oro, regia di Jean Renoir (1952)
- A fil di spada, regia di Carlo Ludovico Bragaglia (1952)
- Il segreto delle tre punte, regia di Carlo Ludovico Bragaglia (1954)
- Vacanze d'amore, regia di Jean-Paul Le Chanois (1954)
- Agguato sul mare, regia di Pino Mercanti (1955)